# アゼガヤツリ
アゼガヤツリ（畦蚊帳吊、学名：Cyperus flavidus Retz. 1976）はカヤツリグサ科の植物の1つ。湿ったところに普通なもので、赤褐色の扁平な小穂を付ける。

## 特徴
まとまって生える一年生の草本。匍匐する根茎はない。草丈は20～50cm。茎は硬くて断面は鈍い3稜形となっている。葉は硬く、葉幅は1～1.5mm、普通は花茎より短い。基部の鞘は濃赤色に色づいている。
花期は8～10月。花序は複散房状で、苞は4～6枚あって葉状に長く発達する。花序枝は長く、その先端に5～10個の小穂をつける。小穂は線形で、長さは1～2cm、扁平で先端は尖った形となっており、茶褐色で光沢があり、20～50個の小花が並んでいる。鱗片は広楕円形で長さは2mm、先端は丸くなっている。痩果は倒卵形で褐色、長さ0.8～1mm、断面は凸レンズ状となっており、稜が小穂の中軸に向いている。花柱はその長さが痩果の約1.5倍あり、先端は2つに割れている。
なお、他の植物と混成しているところでは本種は時にとても小型の姿になることがあり、高さ10cm、花序も苞が1枚に小穂1個という本来の姿とは似ても似つかない形を取ることがあるという。
和名は本種が水田の畦によく見られることによる。

## 分布と生育環境
日本では本州（関東地方以西）から琉球列島まで、国外では朝鮮半島、中国、台湾、インドネシア、インドからアフリカにまで分布する。
低地の湿地に生える。特に水田の畦などに多く見かけられる。

## 分類、類似種など
カヤツリグサ属は世界に700種あり、日本には40種以上があるが、中型から小型のもので小穂が扁平である程度まとまって着くものは本種に似て見える。メリケンガヤツリ C. eragrostis やアオガヤツリ C. nipponicus 等はその例であるが、これらは柱頭が3つに割れる。イガガヤツリ C. polystachyos は多年生で短いながら根茎が発達する点で本種と異なる。星野他(2011)は本種に似たものとしてカワラスガナ C. sanguinolentus をあげているが、この種の小穂は扁平な長楕円形で、線形の小穂をつける本種と区別できる。
名前の上で似ているのはコアゼガヤツリ C. haspan で、本種と同じところに生えていることもよくあるものであるが、小穂は長さが0.5～1.5cmと、本種が1～2.5cmであるのに比べてかなり小さく、また小花序に小穂が3～5個ずつ掌状に着くのに対して本種では5～10個とずっと多いので一見して区別できる。なお草全体としてはその大きさにさほどの差はない。